# Дафнис (спътник)
Дафнис е естествен спътник на Сатурн. Известен е още под името Сатурн 35. При откриването му е дадено предварителното означение S/2005 S 1. Дафнис се намира на орбита в Делението на Кийлър в пръстените на Сатурн. Носи името на Дафнис, поет-овчар от древногръцката митология.
Откритието на спътника е оповестено от Каролин Порко и екипа по заснемането на Касини-Хюйгенс на 6 май 2005 г. Забелязан е за пръв път на снимки от 1 май 2005 г., като впоследствие е намерен на снимки датиращи до 13 април. На снимки от 2 май е потвърден диаметър от приблизително 7 km. Съществуването на спътника бива известно преди той да бъде забелязан, поради вълните които гравитацията му поражда в материала около делението на Кийлър.